# 蒙哥馬利縣 (堪薩斯州)
蒙哥馬利縣（英語：Montgomery County，縮寫）是美国堪薩斯州東南部的一個郡，南界奧克拉荷馬州，面積1,687平方公里。根據2020年美國人口普查統計，本縣共有人口31,486人。縣治為獨立城（Independence）。

## 歷史

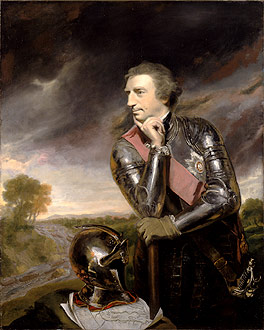
理查德·蒙哥马利

蒙哥馬利縣於1867年2月26日成立，縣名紀念於1775年在美國獨立戰爭中，為了佔領加拿大魁北克市而戰死的理查德·蒙哥马利。
當堪薩斯州於1861年獲承認為一個州份時，早於1825年便存在的歐塞奇印第安保留地佔據了位於該州南部的大片土地。南北战争結束後，保留地便成為了州中僅存肥沃的土地。因此，1866年歐塞奇人被迫割讓大片東部和北部領土予聯邦政府，而本縣亦是其中一塊被割讓的土地。儘管如此，歐塞奇人仍然保存了弗迪格里斯河對岸的領土。但是，於1869年，白人開始越過弗迪格里斯河，入侵歐塞奇人的居住地。

## 地理

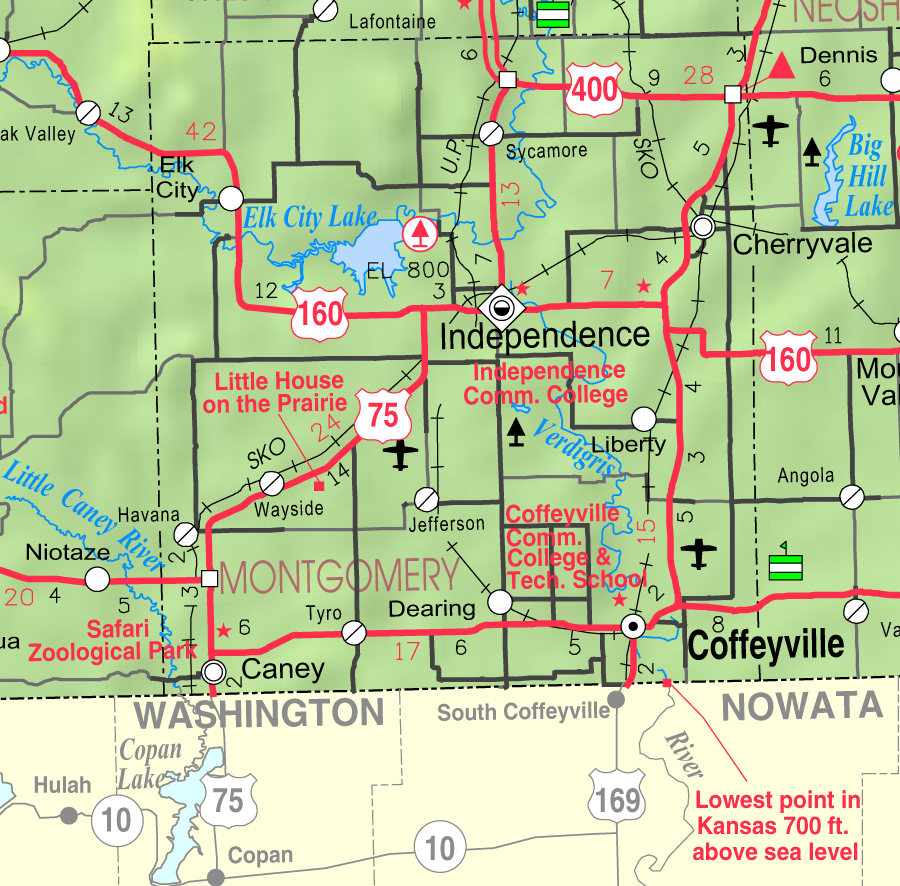
蒙哥馬利縣地圖

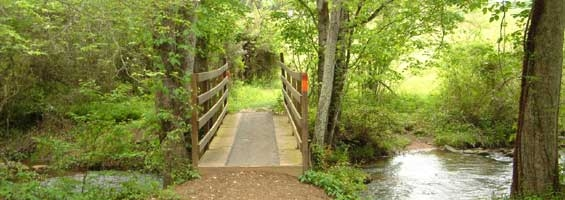
埃爾克城州立公園

根據2000年人口普查，蒙哥馬利縣的總面積為651.40平方英里（1,687.1平方），其中有645.20平方英里（1,671.1平方），即99.05%為陸地；6.19平方英里（16.0平方），即0.95%為水域。堪薩斯州的最低點位於本縣內的弗迪格里斯河上，海拔为207（679英尺）。

### 主要公路
- 75号美国国道
- 160号美国国道
- 166號美國國道（英语：U.S. Route 166）
- 169號美國國道（英语：U.S. Route 169）
- 400號美國國道

### 毗鄰縣
- 學托擴縣：西方
- 艾克縣：西北方
- 威爾遜縣：北方
- 尼歐肖縣：東北方
- 拉貝特縣：東方
- 奧克拉荷馬州 諾瓦塔縣：東南方
- 奧克拉荷馬州 華盛頓縣：南方

### 州立公園
- 埃爾克城州立公園（英语：Elk City State Park）
- 蒙哥馬利郡州立公園

## 人口
| 调查年                                | 人口   | 备注 | %±     |
| ------------------------------------- | ------ | ---- | ------ |
| 1870                                  | 7,564  |      | —      |
| 1880                                  | 18,213 |      | 140.8% |
| 1890                                  | 23,104 |      | 26.9%  |
| 1900                                  | 29,039 |      | 25.7%  |
| 1910                                  | 49,474 |      | 70.4%  |
| 1920                                  | 49,645 |      | 0.3%   |
| 1930                                  | 51,411 |      | 3.6%   |
| 1940                                  | 49,729 |      | −3.3%  |
| 1950                                  | 46,487 |      | −6.5%  |
| 1960                                  | 45,007 |      | −3.2%  |
| 1970                                  | 39,949 |      | −11.2% |
| 1980                                  | 42,281 |      | 5.8%   |
| 1990                                  | 38,816 |      | −8.2%  |
| 2000                                  | 36,252 |      | −6.6%  |
| 2010                                  | 35,471 |      | −2.2%  |
| 2012年估计                            | 34,459 |      | −2.9%  |
| 美國十年一度的人口普查 2012年人口估計 |        |      |        |

蒙哥馬利縣的人口金字塔

根據2000年人口普查，蒙哥馬利縣擁有36,252居民、14,903住戶和9,955家庭。其人口密度為每平方英里56居民（每平方公里22居民）。本縣擁有17,207間房屋单位，其密度為每平方英里27間（每平方公里10間）。而人口是由85.77%白人、6.07%非裔、3.19%原住民、0.47%亞裔、0.02%太平洋島民、1.13%其他種族和3.34%混血构成。而西裔或拉美裔佔了人口3.08%。
在14,903住户中，有29.8%擁有一個或以上的兒童（18歲以下）、53%為夫妻、10.1%為單親家庭、33.2%為非家庭、29.7%為獨居、14.7%住戶有同居長者。平均每戶有2.37人，而平均每個家庭則有2.93人。在36,252居民中，有25%為18歲以下、8.6%為18至24歲、24.7%為25至44歲、23.3%為45至65歲以及17.3%為65歲以上。人口的年齡中位數為39歲，女子對男子的性別比為100：93.2。成年人的性別比則為100：88.6。
本縣的住戶收入中位數為$30,997，而家庭收入中位數則為$38,516。男性的收入中位數為$29,745，而女性的收入中位數則為$20,179 ，人均收入為$16,421。約9.2%家庭和12.6%人口在貧窮線以下，包括16.8%兒童（18歲以下）及10.9%長者（65歲以上）。

## 延伸閱讀
- History of the State of Kansas; William G. Cutler; A.T. Andreas Publisher; 1883. (Online HTML eBook) （页面存档备份，存于）
- Kansas : A Cyclopedia of State History, Embracing Events, Institutions, Industries, Counties, Cities, Towns, Prominent Persons, Etc; 3 Volumes; Frank W. Blackmar; Standard Publishing Co; 944 / 955 / 824 pages; 1912. (Volume1 - Download 54MB PDF eBook),(Volume2 - Download 53MB PDF eBook), (Volume3 - Download 33MB PDF eBook)

## 外部連結
官方網站
- 蒙哥馬利縣 - 官方網站 （页面存档备份，存于）
- 蒙哥馬利縣 - 公職人員目錄
- 蒙哥馬利縣 - 信息 Skyways

地圖
- 蒙哥馬利縣地圖 （页面存档备份，存于） KDOT
- 堪薩斯州公路地圖 （页面存档备份，存于） KDOT
- 堪薩斯鐵路地圖 （页面存档备份，存于） KDOT
- 堪薩斯州學區邊界地圖 KSDE